# Boston Beaneaters
I Boston Beaneaters è stata una società calcistica di Boston, negli Stati Uniti, appartenente alla American League of Professional Football (1894). Storicamente rappresenta la prima squadra di calcio della città di Boston.

## Storia

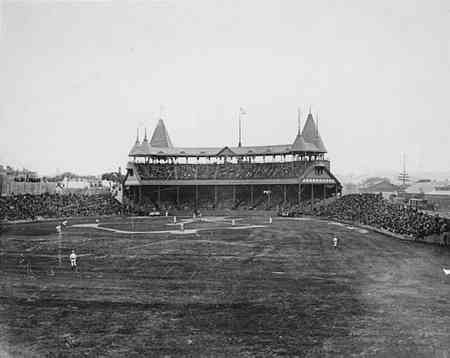
South End Grounds

Nel 1894 sei franchigie di baseball appartenenti alla National League organizzarono una nuova lega nazionale di calcio (o soccer negli Stati Uniti) la ALPF, American League of Professional Football, considerato storicamente il primo campionato di calcio professionistico negli Stati Uniti. Oltre ai Boston Beaneaters, emanazione della squadra di baseball omonima, le altre squadre che formarono la lega e parteciparono al campionato furono i Brooklyn Dodgers (rinominati Brooklyn Bridegrooms), Baltimore Orioles, New York Giants, Philadelphia Phillies ed i Washington Senators.
I Beaneaters giocarono con un completo bianco e calze rosse, mutuato dalla formazione di baseball, e le loro partite casalinghe si disputarono al South End Grounds.
Problemi organizzativi e finanziari (la nuova lega era in diretta competizione con quella di baseball) causarono la prematura chiusura della lega prima che la stagione fosse completata. Al momento della chiusura i Beaneaters si trovarono terzi in classifica dopo aver vinto quattro partite su cinque disputate, tra queste, si ricorda la vittoria sui Philadelphia Phillies per 5-2 davanti a quattrocento spettatori il 20 ottobre al Philadelphia Ball Park.

## Cronologia
| Anno | G | V | N | P | Gf | Gs |
| ---- | - | - | - | - | -- | -- |
| 1894 | 5 | 4 | 0 | 1 | 15 | 12 |

## Giocatori
- Jennings
- Sunderland
- Robertson
- Samuel Jenkins
- Albert Jenkins
- Cunliffe (o Contiff)
- Barlow
- Kenney
- Irving
- Edwards

- Puliston (o Puleston) (capitano)
- Irwin
- Kenny
- Farrell
- Pulison
- Pullerton
- Barton
- O'Brien
- Kennedy

## Palmarès

### Altri piazzamenti
- American League of Professional Football:

Terzo posto: 1894